# 長期護理服務 (香港)
長期護理服務(Long Term Care Services) 是指在一個較長的時期內，服務使用者因年老或罹患慢性疾病或身體殘疾下，使其活動能力或腦部功能受損而需要接受不同程度的護理。在香港，這種護理分為兩大類，分別為院舍住宿照顧和社區照顧服務。
院舍住宿照顧：主要分為資助院舍及非資助院舍兩類，前者有護理安老院、護養院、改善買位院舍；後者有自負盈虧院舍、私院。
社區照顧：主要包括日間護理中心、家居照顧服務（社康護士、小朋友送餐、陪診、送飯、家居清潔、個人護理等）、住宿暫托服務、離院長者綜合支援計劃等。

## 背景
1997年，時任行政長官董建華訂定「照顧長者」為其中一項策略性政策目標，以老有所養、老有所屬、老有所為為目標，成立安老事務委員會。主要向政府提供建議，制訂安老政策。在安老事務委員會成立初期，即1997年至1999年，該委員會就為護老者提供支援、開辦日間暫託服務、長者健康服務、長者社交服務網絡計劃、老有所為活動計劃、長者咭計劃等政策倡議，向政府提供意見，確立長者護理服務的雛型。
香港人口老化問題日益浮現，2013年約有100萬65歲或以上的長者，約佔全港人口的14%，即每7人中就有一位長者；到了2015年，香港約有112萬名65歲以上長者，比例上升至16.1%，約每6人就有一名老人。政府統計處預計2034年起，長者人口將佔30.0%，共228萬人。預計到2064年，長者人口將會急升至258萬人，佔香港約36%人口，即每3人佔1人。
此外，長者罹患多種慢性疾病的比率較高。2000年至2007年，60歲或以上長者當中，患有至少一種慢性疾病(包括中風和癌症)的人數比例由48.8%升至59.0%，在 2013年達到61.8%。而60歲或以上長者身體有至少一項殘疾的情況，例如身體活動能力受限制和視覺出現問題，亦由2000年的15.0%升至2007年的21.5%，在2013年，數字上升至 28.4%，比率較 2000年的15.0%和2007年的21.5%為高。

## 歷史
過去，政府曾發表《老人服務綠皮書》（1977年）、《跨越九十年代香港社會福利白皮書》（1991年）、《香港社會福利發展五年計劃》（1998年）以適時檢討老人服務，到了2014年，時任行政長官梁振英在施政報告中寫到：「我的政綱主張敬老、愛老、護老。我將委託安老事務委員會籌劃『安老服務計劃方案』(「計劃方案」)，在兩年內為長者安老服務作出長遠的規劃」。其後，安老事務委員會成立工作小組跟進，並委聘香港大學社會工作及社會行政學系的顧問團隊協助，進行諮詢。
2014年由顧問隊團研究的安老服務計劃方案共分三個階段進行，分別是
1. 訂定範疇階段
2. 制訂建議階段
3. 建立共識階段

顧問團隊在2014年10月至11月期間進行了第一階段訂定範疇階段的諮詢，舉行了五場公眾參與活動，並分小組作討論，就需要在計劃方案內作進一步討論的事宜，收集服務使用者、服務提供者，以及其他相關持份者的意見，以訂定計劃方案的範疇。第二階段「制訂建議階段」的諮詢已在2015年6月至8月期間舉行，顧問團隊分別以聚焦小組以及公眾論壇的形式進行諮詢，討論在「訂定範疇階段」所得出的主要關注課題，並探討應對這些課題的整體方向和可考慮的選項。
第三階段「建立共識階段」本來預計於2016年第一季公布詳情，但因議題眾多，使第三階段的18區諮詢延至同年10月開始。諮詢過程中，立法會福利事務委員會亦進行不少公聽會，不同的團體代表、長者亦有提出意見。福利事務委員會亦成立長者服務計劃未來發展事宜小組委員會，就不同範疇進行諮詢及撰寫報告。

## 申請方法
長者如欲申請院舍服務、日間護理中心及部份的家居照顧服務，需通過安老服務統一評估機制，身體狀況被評定為「中度缺損」或「嚴重缺損」方可輪候有關服務。
而申請綜合家居照顧服務（普通個案）的長者則不用通過統一評估，即可申請一般送飯、家居清潔、陪診等服務。該服務原意為向「輕度缺損」的長者提供服務，所以只需在中心向社工提出需要，便有機會可安排輪候申請。
服務殘疾人士的住宿暫顧服務和服務長者的住宿暫托服務一般可直接向提供服務的院舍查詢空缺及提出申請，而有關院舍名單亦刊於在社署網頁。
離院長者綜合支援計劃服務由醫院的出院規劃隊伍鑑辨為為高風險的病人，或在病人離院前向護士或醫務社工提出需要，再作出安排。此計劃可按使用者需要，提供8至12個星期的送飯、家居清潔、陪診、個人護理、暫宿等服務。
由於服務繁多且牽涉各種不同評估及申請方法，長期服務使用者一般需向長者地區中心或長者鄰舍中心查詢。

## 服務現況
現時對應不同長者需要的長期護理服務看似充份，但其質量仍令人擔心。2015年發生的私院虐老事件，亦引起社會轟動，令人更關注安老院舍條例。香港防止虐老長者協會助理總幹事林文超亦於訪問中表示，該會自2008年至2015年共接獲逾130間有關護老院的投訴，2015年每月更平均接獲70至80宗，其中包括濫收費用及照顧長者問題。
而不論是資助院舍服務，抑或社區照顧服務，均出現供不應求的現象，長者輪候服務時間過長，在輪候院舍期間去世的人數，每年更多達5,000人；在人口老化下，綜合家居照顧服務隊自2003年成立至2014年一直維持60隊，整體家居照顧服務亦只有27,500個服務名額，與人口老化的速度不成比例，可見增加資源實在刻不容緩。

## 質疑

### 服務市場化
在2002年，時任社會福利署署長林鄭月娥寫了一篇署長隨筆題為「安老院舍服務反思」，其中指出因當期時長者入住政府資助的安老院舍時毋須經過資產審查，所以出現有錢的老人佔用了該等服務，而貧窮的長者只能透過綜援入住質素較差的私營老人院。林鄭因而提出「錢跟老人走」的概念。
這促使社福服務逐步推向市場化，以「錢跟人走」的概念放入社福服務。2013年9月，政府開始推行「社區照顧服務券試驗計劃」（長者券／社區券），將原先由政府直接資助機構提供服務的方式，改變為由政府資助使用者向機構購買服務，並引入經濟審查。
在長者券／社區券試驗第一階段（為期兩年）完成後，政府進一步把照顧券的概念推至長者院舍服務上，設立「長者院舍住宿照顧服務券」(院舍券)。計劃原訂在2015年9月推出，由改善買位計劃下的甲一級私營院舍作服務提供機構，其後社會發生不同院舍的虐老事件，政府暫緩推行至2016年第四季或2017年第一季進行。

## 團體倡議
針對院舍質素，不少團體、議員包括社聯、街坊工友服務處、關注家居照顧服務大聯盟等都曾提及第459章《安老院條例院舍條例》過時，需立即進行檢討修例。該條例自1995年成立後，一直沒有檢討修訂，以致人手、空間比例過低、巡查機制有問題、罰則較輕，令到質素欠佳。
關注家居照顧服務大聯盟亦倡議增加院舍名額或社區照顧名額，使有需要長者在不同階段時可快速獲取服務，延緩身體機體的缺損，尤其支援服務應及早介入，在輕度缺損時已有服務提供，可助長者留在社區的時間更長，所需的照顧成本也相對低。

## 鄰近地方的情況
亞洲鄰近的地方，如日本、台灣等亦面對著急速的人口老化，日本、南韓等已先後引入長期護理保險制。台灣最近亦進行長期照顧十年計劃（長照2.0），將服務對象的年齡調低，其中服務50歲以上的身心障礙者，將長者及身心障礙者放在同一體系內共用照顧資源。